# Zalew Wiślany
Zalew Wiślany este o arie protejată (arie de protecție specială avifaunistică — SPA) din Polonia întinsă pe o suprafață de 32.224,12 ha, integral pe uscat.

## Localizare
Centrul sitului Zalew Wiślany este situat la coordonatele 54°20′11″N 19°23′21″E / 54.3363°N 19.3893°E.

## Înființare
Situl Zalew Wiślany a fost declarat arie de protecție specială avifaunistică în noiembrie 2004 pentru a proteja 62 de specii de animale.

## Biodiversitate
Situată în ecoregiunea continentală, aria protejată nu include niciun habitat protejat.
La baza desemnării sitului se află mai multe specii protejate de  păsări (62): fluierar de munte (Actitis hypoleucos), pescăruș albastru (Alcedo atthis), rață sulițar (Anas acuta), rață lingurar (Anas clypeata), rață pitică (Anas crecca), rață fluierătoare (Anas penelope), rață mare (Anas platyrhynchos), rață cârâitoare (Anas querquedula), rață pestriță (Anas strepera), gârliță mare (Anser albifrons), gâscă cenușie (Anser anser), gâscă de semănătură (Anser fabalis), stârc cenușiu (Ardea cinerea), rață-cu-cap-castaniu (Aythya ferina), rața moțată (Aythya fuligula), Aythya marila, buhai de baltă (Botaurus stellaris), gâsca canadiană (Branta canadensis), Branta leucopsis, Bucephala clangula, chirighiță-cu-obraz-alb (Chlidonias hybridus), chirighiță-cu-aripi-albe (Chlidonias leucopterus), chirighiță neagră (Chlidonias niger), barză albă (Ciconia ciconia), erete de stuf (Circus aeruginosus), erete vânăt (Circus cyaneus), erete cenușiu (Circus pygargus), cristeiul de câmp (Crex crex), Cygnus columbianus bewickii, lebădă de iarnă (Cygnus cygnus), lebădă de vară (Cygnus olor), ciocănitoarea de stejar (Dendrocopos medius), ciocănitoare neagră (Dryocopus martius), egretă albă (Egretta alba), muscar (Ficedula parva), lișiță (Fulica atra), codalb (Haliaeetus albicilla), stârc pitic (Ixobrychus minutus), sfrâncioc roșiatic (Lanius collurio), Larus argentatus, pescăruș sur (Larus canus), Larus marinus, pescăruș-cu-cap-negru (Larus melanocephalus), pescăruș mic (Larus minutus), gușă albastră (Luscinia svecica), ferestraș mic (Mergus albellus), ferestrașul mare (Mergus merganser), rață cu ciuf (Netta rufina), Phalacrocorax carbo sinensis, corcodel mare (Podiceps cristatus), corcodel-cu-gât-roșu (Podiceps grisegena), corcodel-cu-gât-negru (Podiceps nigricollis), cresteț cenușiu (Porzana parva), cresteț pestriț (Porzana porzana), chiră de baltă (Sterna hirundo), silvie porumbacă (Sylvia nisoria), corcodel mic (Tachybaptus ruficollis), călifar alb (Tadorna tadorna), fluierar de mlaștină (Tringa glareola), fluierar cu picioare verzi (Tringa nebularia), fluierarul de zăvoi (Tringa ochropus), fluierarul cu picioare roșii (Tringa totanus).